# Hangosság

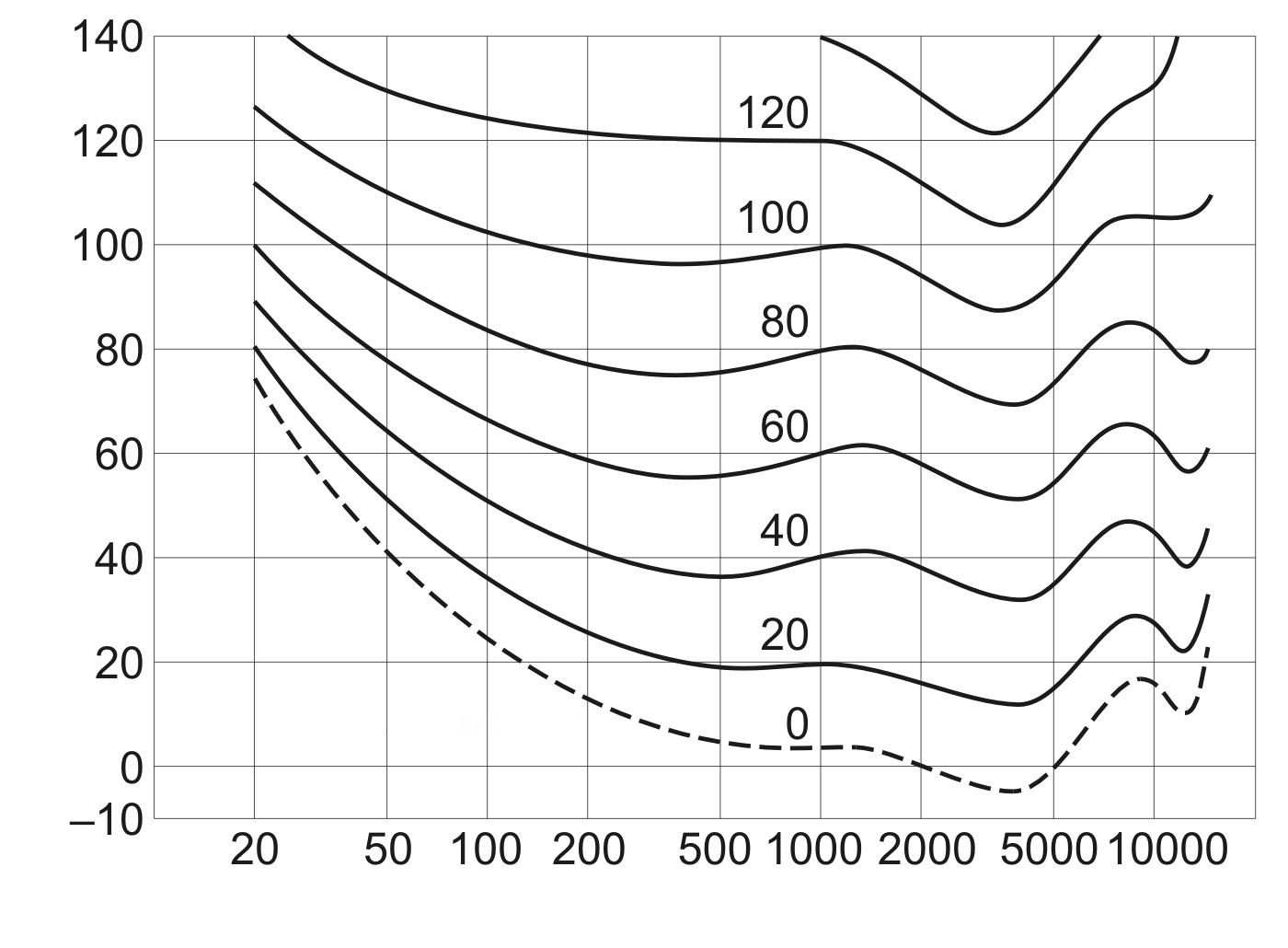
Phon-görbék. A vízszintes tengely a frekvenciát mutatja Hz-ben, a függőleges a hangnyomásszintet dB-ben. A görbék az azonos hangosságúnak érzékelt helyeket mutatják. A szaggatott vonal a hallásküszöb. Középen vannak feltüntetve a phon-értékek.

A hangosság a hang fülünk által érzékelt intenzitásának, erősségének mértéke. Szoros kapcsolatot mutat a hangnak mint rezgésfolyamatnak az intenzitásával, amplitúdójával, illetve függ a hang összetételétől, spektrumától, zenei hang esetén magasságától. Ez az összefüggés erősen szubjektív, csak kísérleti úton határozható meg.
A Weber-Fechner-féle „törvény” azt tételezi fel, hogy a hangosság a hangintenzitás logaritmusos függvénye, tehát a decibelben mért hangnyomásszint egy adott frekvencián azonos az érzékelt hangosságszinttel. Ezt a skálát nevezik phon-skálának, ilyen módon a phon a hangosság mértékegységeként használható.
A hangosság érzékelése erősen függ a frekvenciától. Tiszta, szinuszos hang esetén a fül érzékenysége a legalacsonyabb hallható frekvenciától kb. 1000…5000 Hz-ig folytonosan növekszik, utána újra csökken. Ez igaz a hallásküszöbre, vagyis arra, hogy milyen minimális intenzitású hangokat vagyunk képesek egyáltalán érzékelni, és arra is, hogy mely hangnyomásszinteket érzünk azonos hangosságúnak különböző frekvenciákon. Ezt az úgynevezett egyenlő hangosságszintű görbéken vagy phon-görbéken ábrázolhatjuk. Definíció szerint a phon és a decibel érték 1000 Hz-en megegyezik, másutt a görbékről olvasható le.

## Lásd még
- A hang jellemzői: hangmagasság, hangosság, hangszín

## Külső hivatkozások
- Phon-son átszámítás
- Halláskárosodást okozhat a gyereksírás[halott link] (Velvet, 2008. január 11.)